# Coupy
Coupy era una comuna francesa que estaba situada en el departamento de Ain, de la región de Auvernia-Ródano-Alpes, que en 1966 pasó a formar parte de la comuna de Bellegarde-sur-Valserine.

## Historia
Fue creada en 1858 por segregación de terrenos pertenecientes a la comuna de Lancrans.

## Demografía
| Gráfica de evolución demográfica de Coupy entre 1861 y 1962 |
|                                                             |

Los datos demográficos contemplados en este gráfico se han cogido de la página francesa EHESS/Cassini.